# Murat Şahin
Murat Şahin (Istambul, 4 de fevereiro de 1976) é um ex-futebolista profissional turco que atuou como goleiro. Atualmente encontra-se aposentado após encerrar sua carreira no modesto Eyüpspor em 2011.

## Carreira profissional
Durante toda a sua carreira profissional, atuou somente em clubes nacionais, tendo sido revelado nas categorias de base do Göztepe no início da década de 1990. Seu talento não demorou muito para ser reconhecido e logo o Fenerbahçe contratou-o inicialmente para integrar suas categorias de base, profissionalizando-se em definitivo em 1995. 
Esteve oficialmente vinculado aos Canários Amarelos durante 6 temporadas, embora neste período tenha sido emprestado inicialmente para o Konyaspor e depois para o Diyarbakırspor. Ao final de seu contrato, transferiu-se para o Adanaspor por onde teve uma breve passagem na temporada 2000–01 e depois para o Rizespor, clube onde atou por 2 temporadas entre 2001 e 2003.
Şahin também teve uma vitoriosa passagem pelo Beşiktaş, onde conquistou 3 títulos oficiais atuando como goleiro titular. Após essa passagem, atuou ainda por Gaziantepspor, Kasımpaşa e Eyüpspor em seus últimos anos como profissional, aposentando-se dos gramados ao final da temporada 2010–11.

## Seleção Turca
Sahin integrou a Seleção Turca de Futebol entre 2002 e 2011, tendo atuado como goleiro reserva na Copa do Mundo de 2002 e como goleiro titular na Copa das Confederações de 2003.

## Títulos

### Fenerbahçe
- Campeonato Turco (1): 1995–96
- Copa do Primeiro-Ministro (1): 1997–98
- Copa Atatürk (1): 1998

### Beşiktaş
- Copa da Turquia (2): 2005–06 e 2006–07
- Supercopa da Turquia (1): 2006

### Seleção Turca
- 3º lugar na Copa do Mundo FIFA (1): 2002
- 3º lugar na Copa das Confederações FIFA (1): 2003